# Tân Thới Nhì
Tân Thới Nhì là một xã thuộc huyện Hóc Môn, Thành phố Hồ Chí Minh, Việt Nam.
Xã Tân Thới Nhì có diện tích 17,28 km², dân số năm 2021 là 31.769 người,  mật độ dân số đạt 1.838 người/km².